# Санетти (плато)

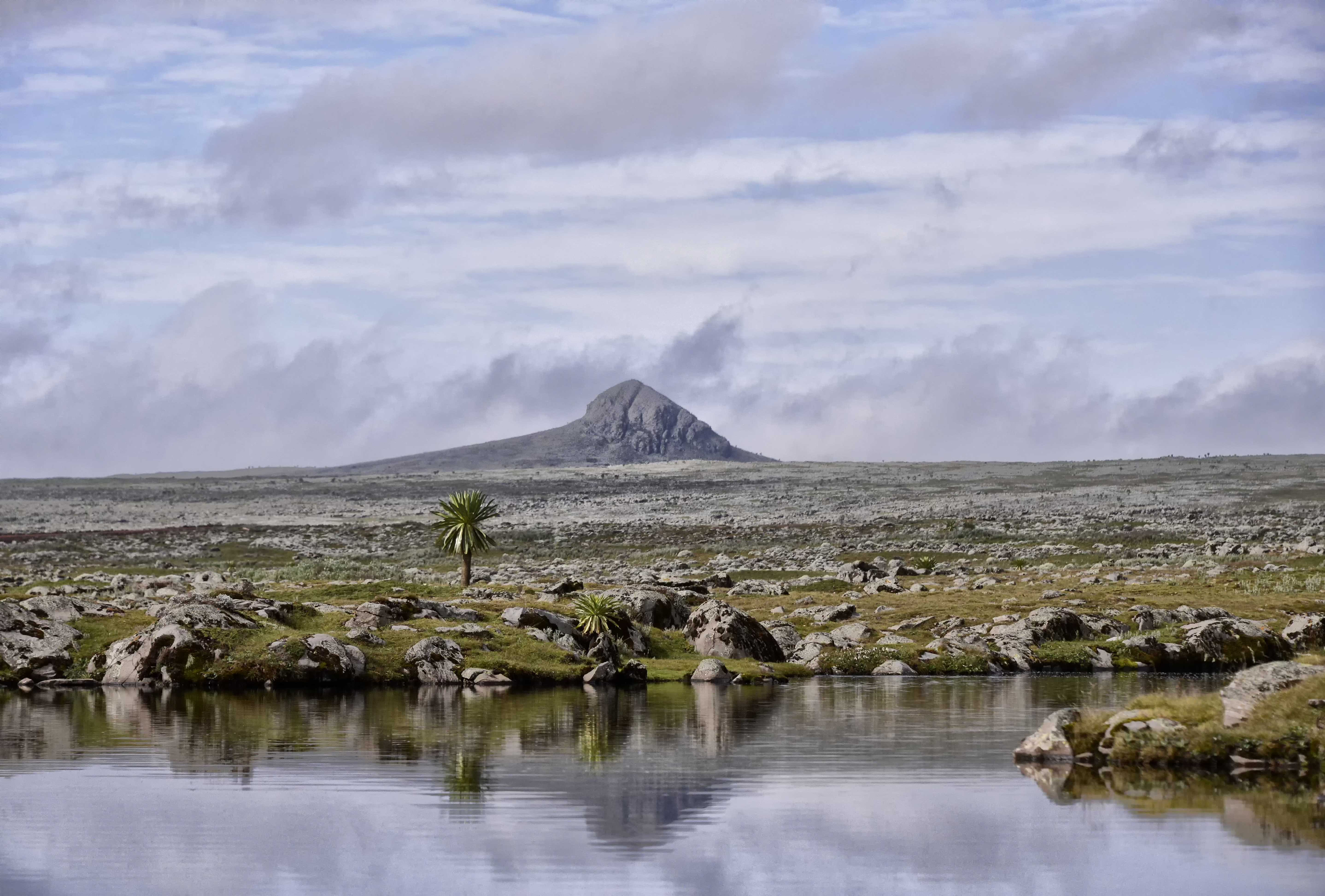
Плато Санетти в Эфиопии

Санетти — крупное плато Эфиопского нагорья. Расположено в Эфиопии в регионе Оромия. Плато является самой высокой частью гор Бале и находится в одноимённом национальном парке.

## География
Плато находится на высоте 4000 метров над уровнем моря, а его самая высокая точка — гора Туллу-Димту высотой 4377 метров (14360 футов). Южный край плато образует крутой уступ, известный как уступ Харенна, который спускается с высоты 3800 до 2800 метров.
Стоки с северных склонов впадают в реку Уэби-Шабелле, а южные склоны дренируются притоками реки Ганале-Дориа, включая Вейиб. Южные склоны получают больше осадков, как правило, 1000 мм или более в год, в то время как северные склоны находятся в более сухой дождевой тени гор.

## Флора и фауна

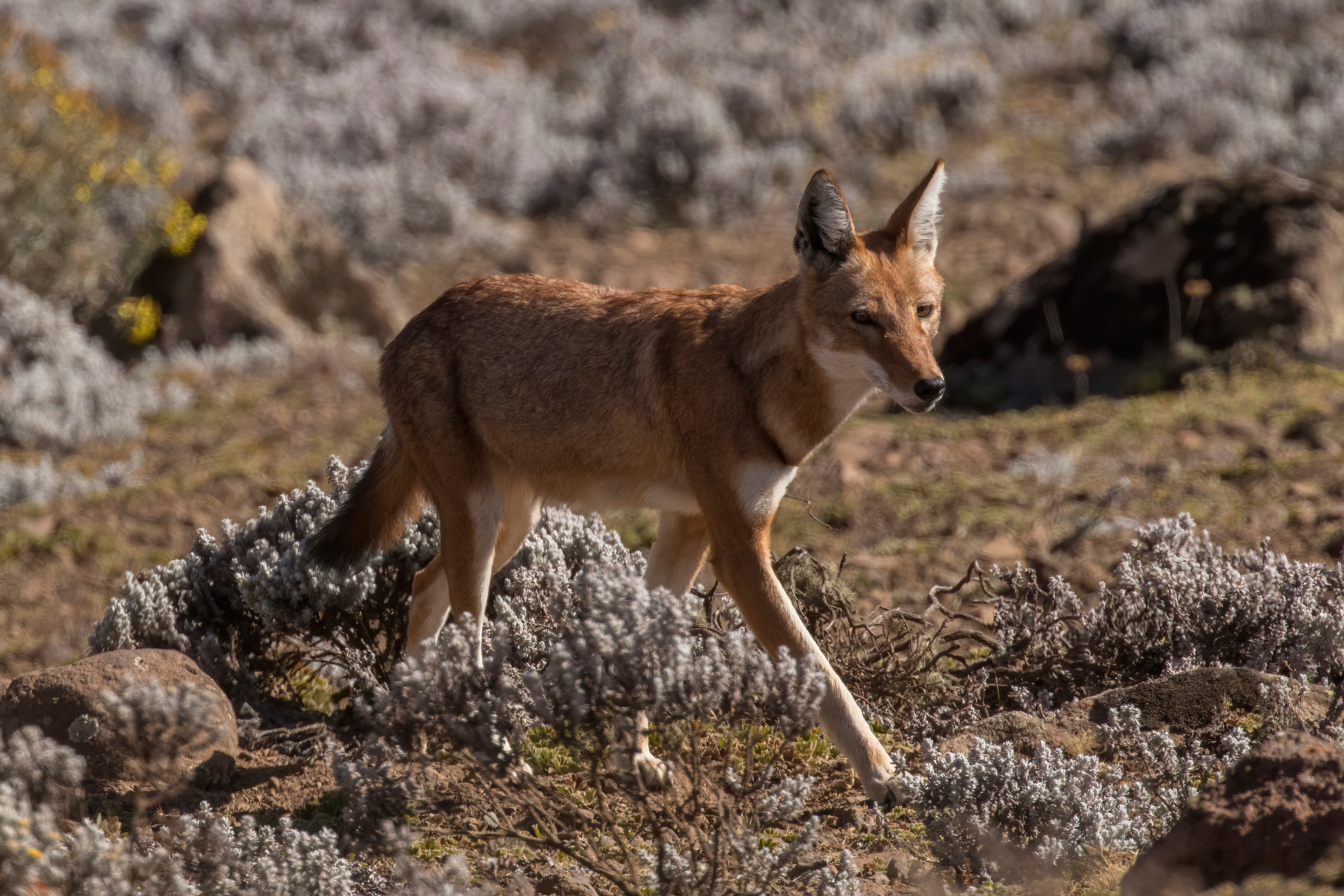
Эфиопский шакал и Helichrysum citrispinum — оба вида являются эндемичными

Самая высокая часть плато, примерно от 3800 до 4377 метров, покрыта афроальпийской растительностью, включая кустарниковые участки цмина, кочки лугов с преобладанием Festuca abyssinica и рощи Lobelia rhynchopetalum. Пояс низкого субальпийского леса эрики лежит ниже альпийской зоны, между 3800 и 3250 метрами высоты, и простирается до 4000 метров в защищённых долинах ручьев. Эрика древовидная и Erica trimera являются характерными растениями, растущими в виде кустарников или небольших деревьев. Эти альпийские и субальпийские растительные сообщества являются частью экорегиона эфиопских горных вересковых пустошей, а плато является крупнейшей афроальпийской областью в Эфиопском нагорье.
Лес Харенна охватывает южный склон гор Бале, ниже 3250 метров над уровнем моря. Верхние возвышенности леса включают обширные рощи бамбука (Oldeania alpina) и облачный лес, в котором доминирует хагения. Более сухие северные склоны включают некоторые остаточные леса Hagenia abyssinica, можжевельника стройного (Juniperus procera) и Hypericum revolutum ниже 3400 метров над уровнем моря. Большая часть первоначального сухого леса северного склона была расчищена для сельского хозяйства и пастбищ.
Этот регион известен своими млекопитающими, земноводными и птицами, включая множество эндемичных видов. Афроальпийские луга и кустарники плато являются домом для самой большой популяции находящегося под угрозой исчезновения эфиопского шакала (Canis simensis). Находящаяся под угрозой исчезновения горная ньяла (Tragelaphus buxtoni) встречается в субальпийских и верхних горных лесах. Балесская белозубка (Crocidura bottegoides) встречается только в афроальпийских лугах плато и на полянах в прилегающих высокогорных лесах.
Плато Санетти когда-то было средой обитания стай исчезающих гиеновидных собак (Lycaon pictus), но сейчас присутствие этого вида псовых здесь под вопросом из-за давления на популяцию, вызванного расширяющимся присутствием человека.